# 37°2 le matin
37°2 le matin (br: Betty Blue; pt: Betty Blue, 37º2 de Manhã) é um filme francês, de 1986, dirigido por Jean-Jacques Beineix.
Este filme é uma adaptação de um romance de Philippe Djian e que aborda uma história de amor passional.

## Sinopse
Zorg, zelador de um conjunto de bangalôs, leva uma vida tranquila no sul da França, utilizando as horas vagas para escrever. Quando Betty, uma bela moça, de temperamento instável e explosivo, entra em sua vida, a tranquilidade aos poucos começa a desaparecer. Após queimar a cabana em que viviam, por conta de uma briga com o chefe de Zorg, Betty convida-o a viver em Paris com uma amiga. O casal segue apaixonado no início de uma nova vida, mas aos poucos, o temperamento selvagem de Betty vai revelando a Zorg os limites entre a raiva e a loucura.
A história desenvolve-se em Lozère, França, porém tem-se a impressão de que se passa nos EUA principalmente por causa das paisagens e da maneira pela qual elas são enfocadas, isto é: com um certo estilo visual de vídeo-clips e comerciais. Estes detalhes e a representação pessimista da geração perdida dos anos 80-90, fazem do filme um dos mais típicos de sua época.

## Elenco
- Jean-Hughes Anglade .... Zorg
- Béatrice Dalle .... Betty
- Gérard Darmon .... Eddy
- Consuelo de Haviland .... Lisa
- Clémentine Célarié .... Annie
- Jacques Mathou .... Bob

## Prêmios e indicações

### Prêmios
Montréal World Film Festival
- Grande Prêmio das América (melhor filme): 1986
- Filme mais popular: 1986

 César
- Melhor poster: 1987

 Boston Society of Film Critics Awards
- Melhor filme estrangeiro: 1987

 Seattle International Film Festival
- Melhor diretor: Jean-Jacques Beineix - 1992

### Indicações
Oscar
- Melhor filme estrangeiro: 1987

 BAFTA
- Melhor filme estrangeiro: 1987

 Golden Globe
- Melhor filme estrangeiro: 1987

 César
- Melhor filme: 1987
- Melhor diretor: Jean-Jacques Beineix - 1987
- Melhor ator: Jean-Hughes Anglade - 1987
- Melhor atriz: Béatrice Dalle - 1987
- Melhor ator coadjuvante: Gérard Darmon - 1987
- Melhor atriz coadjuvante: Clémentine Célarié - 1987
- Melhor montagem: 1987
- Melhor música: 1987